# Departement van Nationale Defensie (Filipijnen)
Het Ministerie van Defensie van de Filipijnen, lokale namen: Department of National Defense (DoD) of Kagawaran ng Tanggulang Pambansa (KTP) is het Filipijnse ministerie dat is belast met de verdediging tegen externe en interne bedreigingen van de vrede en veiligheid van het land. Tevens is dit ministerie verantwoordelijk voor rampenmanagement. Vanuit het Ministerie van Defensie worden de Filipijnse strijdkrachten, het Office of Civil Defense (OCD), het Philippine Veterans Affairs Office (PVAO, het National Defense College of the Philippine (NDCP) en het Government Arsenal (GA) aangestuurd. Het ministerie van Defensie staat sinds november 2009 onder leiding van Norberto Gonzalez.

## Lijst van Filipijnse Defensieministers
| Naam                    | Termijn                             | president                          |
| ----------------------- | ----------------------------------- | ---------------------------------- |
| Emiliano Riego de Dios  | 22 maart - 1 november 1897          | Emilio Aguinaldo                   |
| Baldomero Aguinaldo     | 15 juli 1898 - 6 mei 1899           | Emilio Aguinaldo                   |
| Mariano Trias           | 7 mei 1899 - 12 november 1899       | Emilio Aguinaldo                   |
| Teofilo Sison           | 1 november 1939 - 15 juli 1941      | Manuel Quezon                      |
| Manuel Quezon           | 16 juli - 10 december 1941          | in zijn hoedanigheid als president |
| Jorge B. Vargas*        | 11 december - 22 december 1941      | Manuel Quezon                      |
| Basilio Valdes          | 23 december 1941 - 6 februari 1945  | Manuel Quezon, Sergio Osmena       |
| Manuel Roxas            | 23 december 23 - 3 januari 1942     | Manuel Quezon                      |
| Tomas Cabili            | 27 februari - 11 juli 1945          | Sergio Osmeña                      |
| Alfredo Montelibano sr. | 12 juli 1945 - 27 mei 1946          | Sergio Osmeña                      |
| Ruperto Kangleon        | 28 mei 1946 - 31 augustus 1950      | Manuel Roxas, Elpidio Quirino      |
| Ramon Magsaysay         | 1 september 1950 - februari 1953    | Elpidio Quirino                    |
| Oscar Castelo           | 1 maart 1953 - 19 december 1953     | Elpidio Quirino                    |
| Ramon Magsaysay         | 1 januari 1953 - 14 mei 1954        | In zijn hoedanigheid als president |
| Sotero Cabahug          | 14 mei 1954 - 2 januari 1956        | Ramon Magsaysay                    |
| Eulogio Balao           | 3 januari 1956 - 28 augustus 1957   | Ramon Magsaysay, Carlos Garcia     |
| Jesus Vargas            | 28 augustus 1957 - 18 mei 1959      | Carlos Garcia                      |
| Alejo S. Santos         | 11 juni 1959 - 3 december 1961      | Carlos Garcia                      |
| Macario Peralta jr.     | 1 januari 1962 - 30 december 1965   | Diosdado Macapagal                 |
| Ferdinand Marcos        | 31 december 1965 - januari 1967     | In zijn hoedanigheid als president |
| Ernesto Mata            | 21 januari 1967 - februari 1970     | Ferdinand Marcos                   |
| Juan Ponce Enrile       | 9 februari 1970 - 27 augustus 1971  | Ferdinand Marcos                   |
| Ferdinand Marcos        | 28 augustus 1971 - 3 januari 1972   | In zijn hoedanigheid als president |
| Juan Ponce Enrile       | 4 januari 4 1972 - 23 november 1986 | Ferdinand Marcos, Corazon Aquino   |
| Rafael Ileto            | 23 november 1986 - 21 januari 1988  | Corazon Aquino                     |
| Fidel Ramos             | 22 januari 1988 - 18 juli 1991      | Corazon Aquino                     |
| Renato S. De Villa      | 20 juli 1991 - 15 september 1997    | Corazon Aquino, Fidel Ramos        |
| Fortunato Abat          | 16 september 1997 - 30 juni 1998    | Fidel Ramos                        |
| Orlando S. Mercado      | 30 juni 1998 - 19 januari 19 2001   | Joseph Estrada                     |
| Orlando S. Mercado      | 22 januari - 25 januari 2001        | Gloria Macapagal-Arroyo            |
| Angelo T. Reyes         | 19 maart 2001 - 29 augustus 2003    | Gloria Macapagal-Arroyo            |
| Gloria Macapagal-Arroyo | 1 september - 2 oktober 2003        | In haar hoedanigheid als president |
| Eduardo R. Ermita       | 3 oktober 2003 - 24 augustus 2004   | Gloria Macapagal-Arroyo            |
| Avelino J. Cruz jr.     | 25 augustus 2004 - 30 november 2006 | Gloria Macapagal-Arroyo            |
| Gloria Macapagal-Arroyo | 30 november 2006 - 1 februari 2007  | In haar hoedanigheid als president |
| Hermogenes Ebdane jr.   | 1 februari - 1 juli 2007            | Gloria Macapagal-Arroyo            |
| Norberto Gonzales       | 1 juli - 3 augustus 2007            | Gloria Macapagal-Arroyo            |
| Gilberto C. Teodoro jr. | 3 augustus 2007 - 15 november 2009  | Gloria Macapagal-Arroyo            |
| Norberto Gonzales *     | 15 november 2009 - heden            | Gloria Macapagal-Arroyo            |
| Norberto Gonzales *     | 15 november 2009 - 30 juni 2010     | Gloria Macapagal-Arroyo            |
| Voltaire Gazmin         | 30 juni 2010 - 30 juni 2016         | Benigno Aquino III                 |
| Delfin Lorenzana        | 30 jun 2016 - 30 jun 2022           | Rodrigo Duterte                    |
| Jose Faustino jr. *     | 30 jun 2022 - 9 jan 2023            | Ferdinand Marcos jr.               |
| Carlito Galvez jr. *    | 9 jan 2023 - 5 jun 2023             | Ferdinand Marcos jr.               |
| Gilbert Teodoro         | 5 jun 2023 - heden                  | Ferdinand Marcos jr.               |

(*) Ad interim